# General Arenales (Buenos Aires)
Pour les articles homonymes, voir General Arenales et Arenales.
General Arenales est une localité argentine située dans le partido homonyme, dans la province de Buenos Aires.

## Démographie
La localité compte 4 321 habitants (Indec, 2010), ce qui représente un déclin de 8 % par rapport au recensement précédent de 2001 qui comptait 3 973 habitants.

## Médias locaux
- Radio Mas 100.9
- Canal 7 Local (estcarenales.com.ar)
- FM Universo 93.3 (fmuniversoarenales.com.ar)
- RGA FM 104.3 Radio General Arenales (https://www.rga1043.com.ar)
- FM Lif 98.7 (fmlif.com.ar)
- Radio Génesis 106.5
- FM Okey 92.5
- Periódico regional La Gaceta[1]
- Info Arenales Diario Digital (infoarenales.com)
- Diario Democracia, principal média régional retransmis dans le partido de General Arenales ()